# Catena Écrins-Grande Ruine-Agneaux
La Catena Écrins-Grande Ruine-Agneaux è un massiccio montuoso delle Alpi del Delfinato (Massiccio degli Écrins). Si trova in Francia (dipartimento delle Alte Alpi).
Prende il nome dalle tre montagne più significative: la Barre des Écrins, la Grande Ruine e la Montagne des Agneaux.

## Collocazione
Secondo le definizioni della SOIUSA la Catena Écrins-Grande Ruine-Agneaux ha i seguenti limiti geografici: Colle del Lautaret, fiume Guisane, Briançon, fiume Durance, torrente Gyronde, torrente Gyr, Glacier Noir, Col de la Temple, Col du Clot des Cavales, Colle del Lautaret.
Essa raccoglie la parte nord-orientale del Massiccio degli Écrins.

## Classificazione
La SOIUSA definisce la Catena Écrins-Grande Ruine-Agneaux come un supergruppo alpino e vi attribuisce la seguente classificazione:
- Grande parte = Alpi Occidentali
- Grande settore = Alpi Sud-occidentali
- Sezione = Alpi del Delfinato
- Sottosezione = Massiccio degli Écrins
- Supergruppo = Catena Écrins-Grande Ruine-Agneaux
- Codice =  I/A-5.III-A

## Suddivisione
La Catena Écrins-Grande Ruine-Agneaux viene suddivisa in sei gruppi e sei sottogruppi:
- Gruppo degli Agneaux (A.1)
  - Nodo di Combeynot (A.1.a)
  - Nodo della Montagne des Agneaux (A.1.b)
- Gruppo di Clouzis (A.2)
- Gruppo della Condamine (A.3)
  - Cresta della Eychauda (A.3.a)
  - Massiccio Condamine-Montbrison (A.3.b)
- Gruppo della Roche Faurio (A.4)
  - Nodo del Pic de Neige Cordier (A.4.a)
  - Cresta Roche Faurio-Tête de la Somme (A.4.b)
- Gruppo degli Écrins (A.5)
- Gruppo della Grande Ruine (A.6)

## Montagne

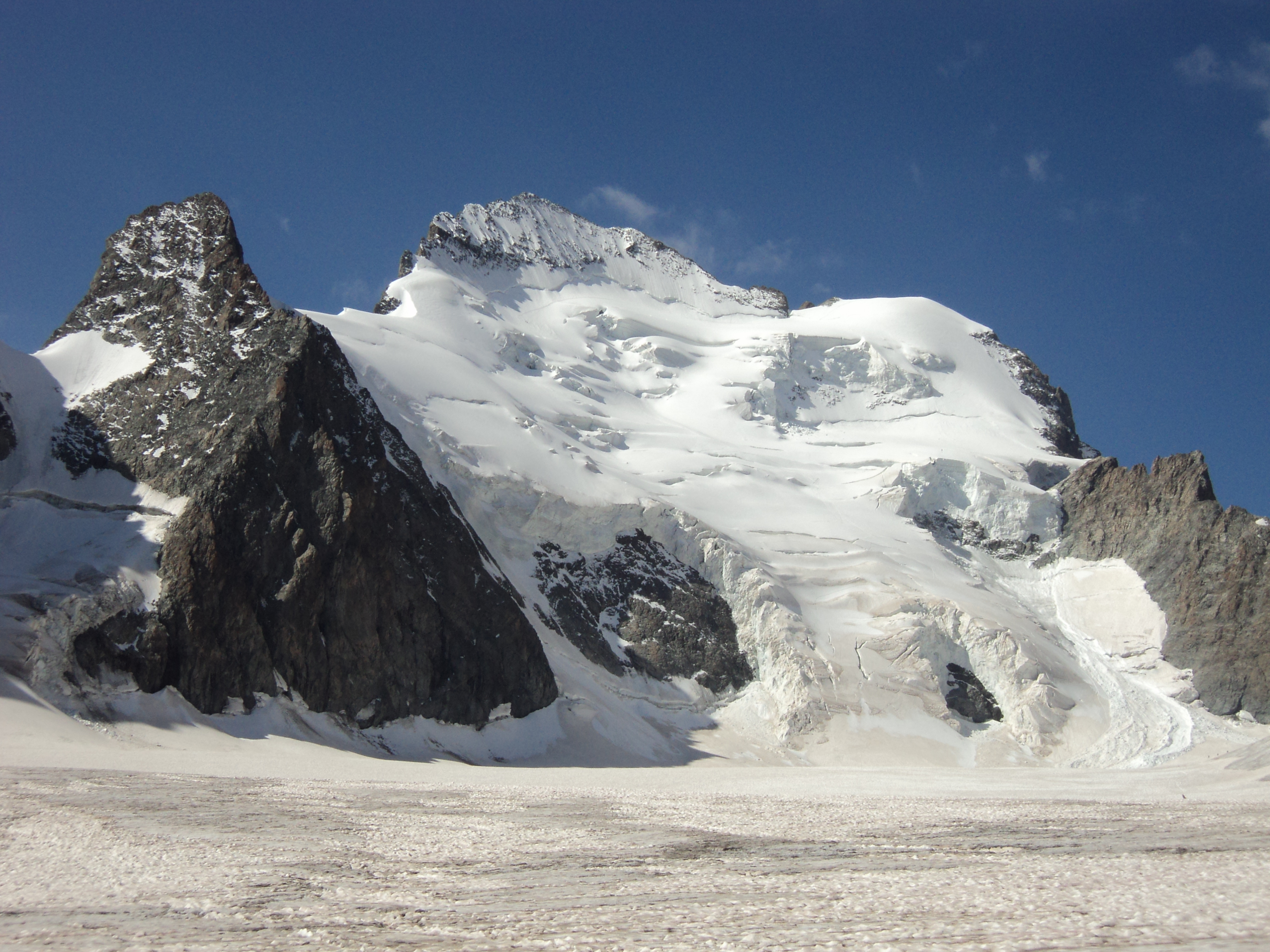
La Barre des Écrins al centro, il Dôme de neige des Écrins a destra e la Barre Noire a sinistra.

Le montagne principali appartenenti alla Catena Écrins-Grande Ruine-Agneaux sono:
- Barre des Écrins - 4.102 m
- Pic Lory - 4.088 m
- Dôme de neige des Écrins - 4.015 m
- Grande Ruine - 3.765 m
- Barre Noire - 3.751 m
- Pic Coolidge - 3.744 m
- Roche Faurio - 3.730 m
- Le Fifre - 3.699 m
- Montagne des Agneaux - 3.663 m
- Pic de Neige Cordier - 3.614 m
- Pic de Clouzis - 3.465 m
- Pic de Dormillouse - 3.410 m
- Pic du Glacier d'Arsine - 3.364 m
- Tête de la Somme - 3.352 m
- Pic de Chamoissière - 3.207 m
- Pic Ouest de Combeynot - 3.155 m
- Pic du Lac de Combeynot - 3.083 m
- Cime de la Condamine - 2.940 m
- Tête de Pradieu - 2.880 m
- Tête d'Amont du Montbrison - 2.815 m
- Sommet de l'Eychauda - 2.659 m
- Roche Gauthier - 2.652 m